# Havran
Der Havran (deutsch Großer Rabenberg) ist mit 894 m n.m. der vierthöchste Gipfel des Oberpfälzer Waldes auf der tschechischen Seite. Er befindet sich östlich der tschechisch-deutschen Staatsgrenze etwa einen km südwestlich der Wüstung Skláře (Neu-Windischgrätz) bzw. fünf Kilometer östlich von Flossenbürg auf dem Gebiet der Gemeinde Lesná (Schönwald) im Okres Tachov. 

## Geographie
Nördlich erhebt sich der Entenbühl (901 m), südwestlich liegt die Burg Schellenberg.
Auf dem Gipfel steht ein ehemaliger Grenzüberwachungs- und Horchposten der tschechischen Streitkräfte, CVA, der zu einem Aussichtsturm rückgebaut wurde. Der Turm war Teil einer Kette von tschechischen Grenzbefestigungsanlagen, die im Norden mit auf dem Dyleň und im Süden auf dem Zvon ihre Fortsetzung finden. Von der Turmanlage aus besteht Sichtkontakt zu den ehemaligen Überwachungsstellungen auf den Gipfeln des Dyleň (Tillenberg) im Norden und dem Velký Zvon (Plattenberg) im Süden.

## Geschichte
Mit dem Kalten Krieg und dem Bedürfnis der Funk- und Radarüberwachung der NATO-Staaten begann man auf dem Gipfel des Havran eine ELINT-Station zu errichten. Dabei waren auch Einheiten der Roten Armee beteiligt. Es entstand eine ganze Reihe von Überwachungstürmen entlang der Grenze zu Deutschland, die nächstgelegene Einrichtung im Norden befand sich auf dem Dyleň (deutsch Tillenberg) und südlich auf dem Zvon (deutsch Plattenberg).
Auf dem Gipfelplateau befand sich bis zum Fall des Eisernen Vorhangs auch eine mobile Stellung der tschechischen Streitkräfte mit Anlagen zur funktaktischen Aufklärung.
Durch die Lage der Erhebung mit Projektion von fast 270° Richtung Deutschland wurde der Berg ebenfalls ein häufiger Anlaufpunkt amerikanischer Kampfhubschrauber der Redcatchers (Das 4. Eskadron des Zweiten US-Kavallerieregimentes).
Aufgrund seines schlechten Zustandes sollte der Turm abgerissen werden. Durch den Verein für Militärgeschichte und Sport Tachov konnte der Turm 2013 jedoch zu einem Aussichtsturm umgebaut werden.
Nach erfolgter Renovierung wurde der Aussichtsturm am 14. Juni 2014 in einer Feierstunde eingeweiht. Die Aussichtsplattform ist in rund 24 m Höhe. Der Blick schweift weit über den Böhmerwald und den Oberpfälzer Wald, bei gutem Wetter bis hin zur Alpenkette. Der Turm ist von Deutschland aus vom Parkplatz Silberhütte in ca. 2 km Entfernung zu erreichen. Ebenso über den Grenzüberschreitenden Wanderweg 1 der an der Alten Mühle Gehenhammer startet. Die Beschilderung Runder Kreis mit einer 1. Der Wanderweg ist auch Digital als GPX auf der Seite des OVW Georgenberg hinterlegt.

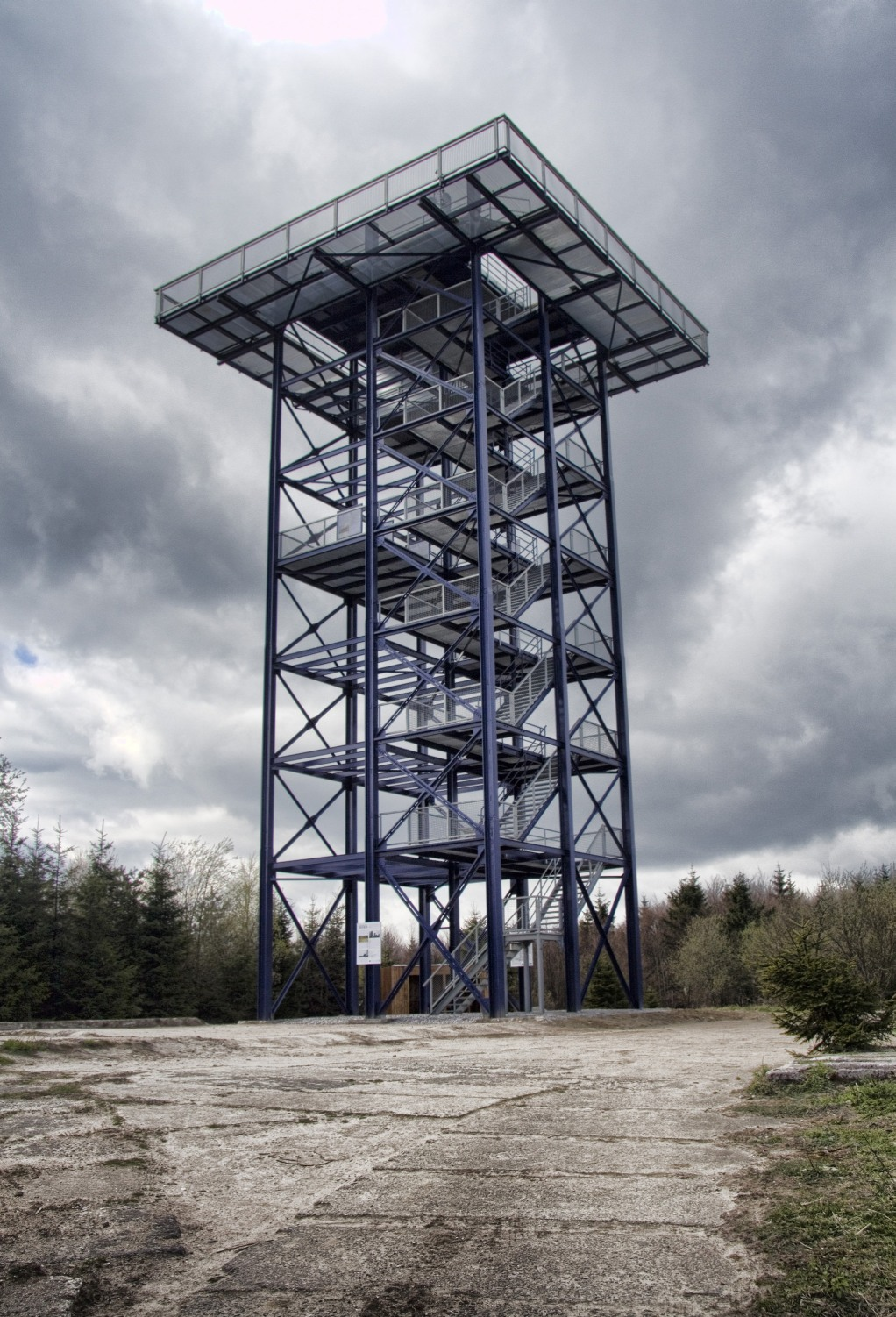